# Fryderyk Kleinman

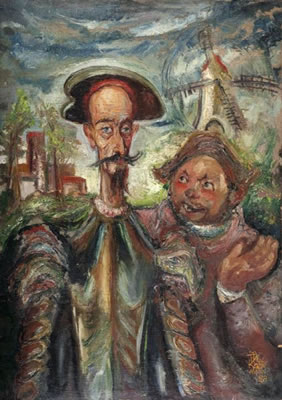
Don Kichote & Sancho Pansa

Fryderyk Kleinman (n. 1897, Liov - d. 1943, Liov) a fost un pictor polonez, grafician și scenograf de origine evreiască. A făcut studii la școli de artă din Cracovia, Viena, Paris și Liov. A pictat în ulei, acoarelă și guașă. A pictat portrete, peisaje, naturi moarte.